# Mont Atago (Chiba)
Pour les articles homonymes, voir Mont Atago.
Le mont Atago (愛宕山, Atago-yama) est une montagne de 408 m d'altitude située dans la préfecture de Chiba aux bordures des villes de Minamibōsō et de Kamogawa. Il s'agit du plus haut point de la préfecture (mais du plus bas parmi les points culminants de chaque préfecture du pays).
Il abrite une base de défense aérienne de la Force aérienne d'autodéfense japonaise. Construite par l'Armée de l'air américaine à partir de juin 1953, elle est transférée à l'armée japonaise en juillet 1960.
Dans la culture, le mont a servi de sujet au fameux peintre d'estampes Hiroshige, notamment dans sa série des Cent vues d'Edo (planche 21).